# Ледзінський Дмитро Вікторович
Ледзінський Дмитро Вікторович (16 жовтня 1963, м. Дніпродзержинськ (нині — Кам'янське) Дніпропетровської області, УРСР) — радянський і український важкоатлет. Спортивне звання — Майстер спорту СРСР.
Вихованець спортивного клубу «Дзержинка» м. Дніпродзержинськ (нині — Кам'янське).
Входив до складу збірної команди СРСР з важкої атлетики з 1981 до 1986 року.
Тренувався у тренерів — Зінов'єва В. І., з.т.у. Алексеєнка О.Д.
Виступав у різноманітних змаганнях з важкої атлетики у суперважкій ваговій категорії понад 110 кг.

## Найкращий змагальний результат
1. Ривок — 187,5 кг.
2. Поштовх — 235 кг.
3. Сума двоборства — 422,5 кг.

## Найкращий тренувальний результат
1. Ривок — 190,0 кг.
2. Поштовх — 240 кг.
3. Сума двоборства — 430 кг.

За рейтингом результатів 1985 року входив у десятку найсильніших важкоатлетів світу в суперважкій вазі з сумою двоборства 415 кг (8-ме місце).